# Tegenaria inermis
Tegenaria inermis är en spindelart som beskrevs av Simon 1870. Tegenaria inermis ingår i släktet husspindlar, och familjen trattspindlar. Inga underarter finns listade i Catalogue of Life.